# Goldschmiedeschule mit Uhrmacherschule Pforzheim

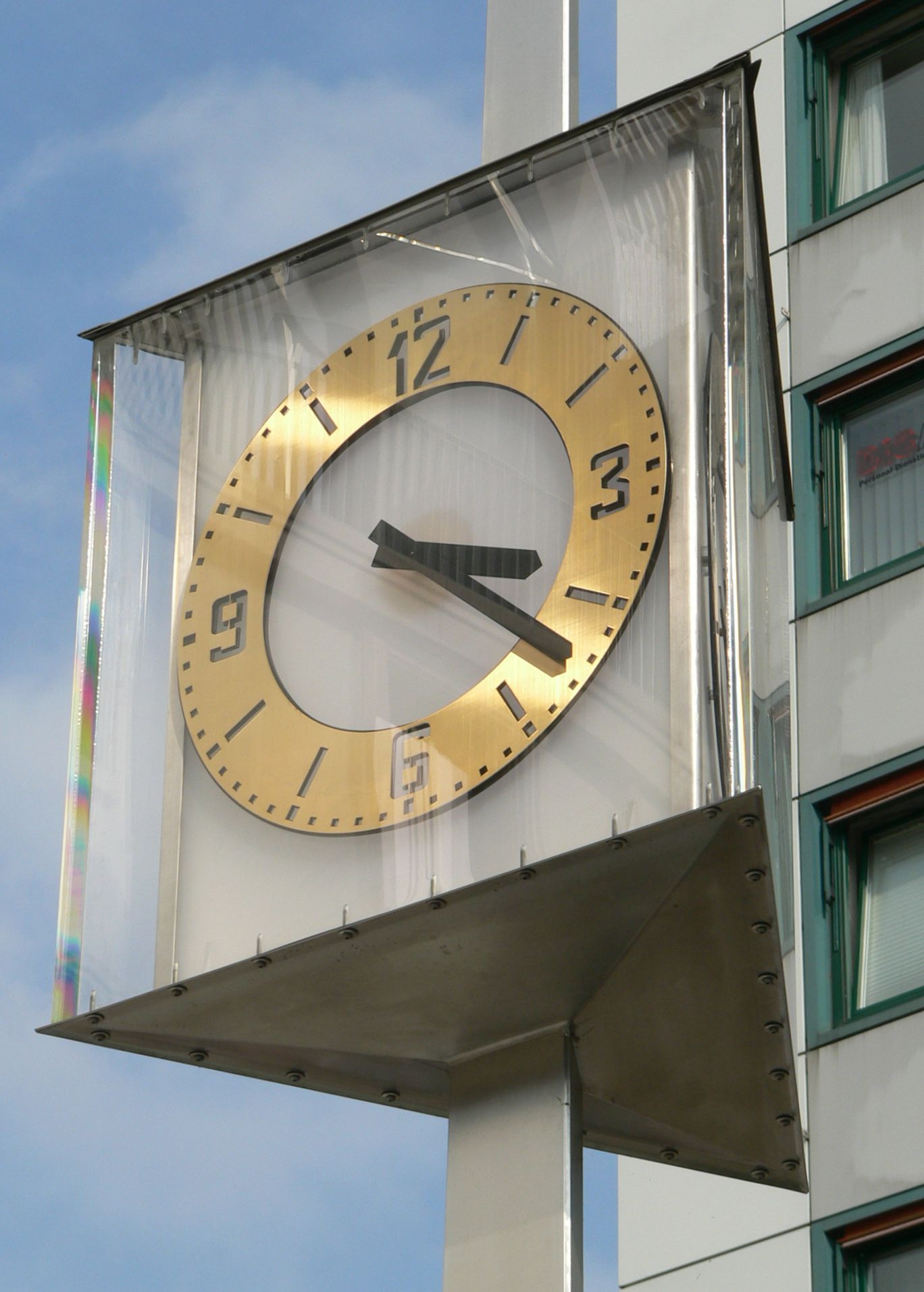
Uhrmachertradition in Pforzheim

Die traditionsreiche Goldschmiedeschule mit Uhrmacherschule ist eine berufsbildende Einrichtung mit Sitz und Unterrichtsräumen in der St.-Georgen-Steige in Pforzheim. Sie vereint in einem Gebäude eine Berufsschule, Berufsfachschulen für Goldschmiede und für Uhrmacher, eine Meisterschule für Goldschmiede und Graveure, des Weiteren ein Berufskolleg sowie eine Fachschule für Gestaltung im Bereich Schmuck und Gerät. Diese in Europa einzige fachspezifische Schule ihrer Art, deren Ziele die umfassende Vermittlung und die Förderung sowohl handwerklich-technischer als auch kreativ-gestalterischer Fähigkeiten sind, zieht nicht nur inländische, sondern auch viele ausländische Schüler an.
Die Schule ist mit Goldschmiede-, Silberschmiede-, Graveur-, Fasser-, Email- und Uhrmacherwerkstätten, einer Fachbibliothek, sowie einer Ausstellungshalle und einer Aula ausgestattet.

## Geschichte

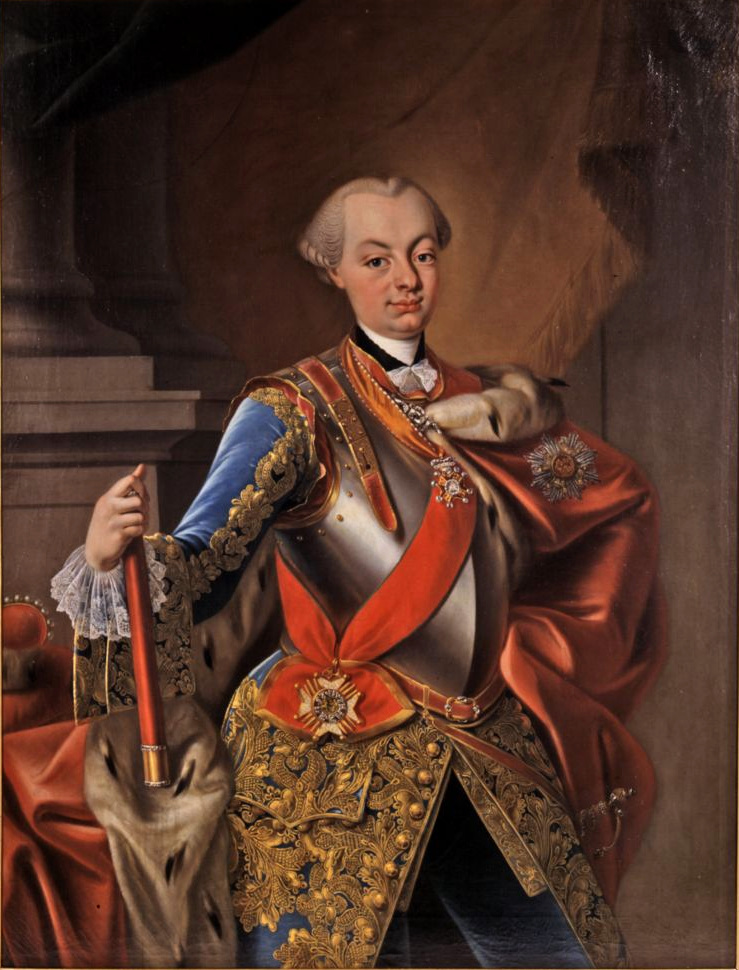
Karl Friedrich von Baden

Die Schule führt ihren Ursprung auf das Jahr 1767 zurück, als unter Markgraf Karl Friedrich von Baden-Durlach im Pforzheimer Landeswaisenhaus eine Zeichenschule eröffnet wurde. Kurz zuvor hatte Karl Friedrich drei Unternehmern aus der Schweiz und aus Frankreich ein Privileg zur Gründung einer Uhrenmanufaktur in diesem Waisenhaus bestätigt. Aufgabe der Schule war es, der jungen örtlichen Schmuck- und Uhrenindustrie qualifizierte Nachwuchskräfte zur Verfügung zu stellen, die neben der handwerklichen Ausbildung im Betrieb in der Zeichenschule auch künstlerische Fähigkeiten erworben hatten. Im Jahr 1805 folgte die Gründung einer Freihandzeichenschule, die 1833 in Handwerkerschule, und bereits ein Jahr später – nachdem der Landesherr im Auftrag der Großherzoglichen Regierung die Einrichtung von Gewerbeschulen in allen Städten mit nennenswerter Industrie verordnet hatte, in Gewerbeschule Pforzheim umbenannt wurde.
Ab der zweiten Hälfte des 19. Jahrhunderts ist die Geschichte dieser Schule und der aus ihr hervorgegangenen Einrichtungen  durch eine Reihe von Umstrukturierungen, Umbenennungen, Trennungen und Zusammenführungen geprägt.
Eine im Jahr 1868 an der Gewerbeschule eingeführte Künstlerklasse verselbständigte sich 1877 als Kunstgewerbeschule und Fachschule an der Jahnstraße (Großherzogliche Kunstgewerbeschule und Fachschule für die Metallindustrie, eine Vorgängerin der Hochschule Pforzheim). Eine weitere Untergliederung vollzog sich etwas später an der Gewerbeschule, die sich zunächst unter derselben Leitung in zwei Abteilungen unterteilte: eine auf die Bedürfnisse von Kleinbetrieben ausgerichtete Handwerkerabteilung, in der verstärkt Buchhaltung und kaufmännische Fächer unterrichtet wurden, und eine mehr den Interessen der Schmuckindustrie entgegenkommende Goldschmiedeabteilung, in welcher hauptsächlich Fähigkeiten im Zeichnen und Modellieren vermittelt wurden. Im Jahr 1892 trennte sich die Gewerbeschule (Goldschmiedeschule und künftige Gewerbeschule 3) von ihrer Handwerkerabteilung und etablierte sich in einem neuen Schulgebäude auf der damals noch bestehenden Enzinsel. Als offizielles Gründungsdatum dieser Goldschmiedeschule wird das Jahr 1905 angegeben. Sieben Jahre später wurde das Schulhaus an der Jahnstraße übernommen, aus dem die Kunstgewerbeschule in die Holzgartenstraße umzog.
Eine der bekannteren Schülerinnen war Eve Hemmerlein-Richter (1914–2001), u. a. vertreten in der Sammlung des Landes Baden-Württemberg.
Die im Jahr 1940 erfolgte vorübergehende Wiedervereinigung mit der Kunstgewerbeschule unter der Bezeichnung Staatliche Meisterschule der deutschen Edelmetall- und Schmuckindustrie Pforzheim, angegliedert die Gewerbeschule 3 ergab sich aus der durch die Weltwirtschaftskrise bedingte Rezession des Goldschmiedegewerbes, der entsprechend reduzierten Nachfrage nach Ausbildungsplätzen und der zeitweiligen Hinwendung der Schülerschaft zu anderen Berufszielen wie beispielsweise jenen des Steingraveurs, des Elfenbeinschnitzers, Emailleurs, Glasschleifers oder Formers. Der nach dem Luftangriff auf Pforzheim am 23. Februar 1945 eingestellte Unterricht wurde nach Kriegsende in provisorischen Räumlichkeiten bald wieder aufgenommen. Ab 1949 stand eine leerstehende Fabrik in Dillstein zur Verfügung, ab 1960 ein Neubau an der St.-Georgen-Steige, wo die Goldschmiedeschule bis heute ansässig ist.
Die erneute, endgültige Trennung von der inzwischen Kunst- und Werkschule betitelten ehemaligen Kunstgewerbeschule geht auf das Jahr 1966, die letzte Umbenennung in Goldschmiedeschule mit Uhrmacherschule auf die Übernahme der aus der Pforzheimer Gewerbeschule 1 ausgegliederten Abteilung Uhren und Zeitmesstechnik im Jahr 1973 zurück.

## Ähnliche Schulen
- Staatliche Zeichenakademie Hanau, Berufs-, Berufsfach- und Fachschule für edelmetallgestaltende Berufe